# 강서낙동강교
강서낙동강교(江西洛東江橋)는 부산광역시 강서구 대저1동과 사상구 삼락동을 잇는 중앙고속도로 상의 다리로, 삼락 나들목에서 시작하여 대저 분기점으로 이어진다. 다리 시점에 삼락 나들목의 램프가 걸쳐 있다는 것이 특징이며, 삼락 나들목과 대저 분기점 구간에서는 고가도로 역할을 해 고가 아래로 일반도로가 위치하고 있다. 길이는 약 3,430m이며 높이는 7m이다. 중앙고속도로의 최장 교량이자 낙동강 횡단 도로 교량 중에서 최장 교량이다.

## 연혁
- 1994년 4월 28일 : 1996년 12월까지 교량 건설을 위해 부산직할시 강서구 대저1동 808m 구간 도로구역 변경[1]
- 1997년 3월 5일 : 1998년 12월까지 교량 건설을 위해 부산광역시 사상구 삼락동 772m 구간 도로구역 변경[2]
- 1999년 7월 1일 : 중앙고속도로 삼락 나들목 ~ 대저 분기점 구간 개통과 함께 교량 개통[3]